# Doğa İşeri
Doğa İşeri (* 2. August 1992 in Antalya) ist ein türkischer Fußballspieler.

## Karriere
İşeri begann mit dem Vereinsfußball in der Jugend von Antalyaspor und startete 2012 beim Viertligisten Kepez Belediyespor seine Profikarriere. Nach einer halben Saison wechselte innerhalb der TFF 3. Lig und der Heimatprovinz Antalya zu Tekirova Belediyespor. Für diesen Verein spielte er die nächsten eineinhalb Spielzeiten lang und zog anschließend im Sommer 2014 zum Ligarivalen Büyükşehir Belediye Erzurumspor weiter. Mit diesem Verein beendete er die Viertligasaison 2015/16 als Meister und stieg damit in die TFF 2. Lig auf.
In der Sommertransferperiode 2016 wurde er vom Zweitligisten Balıkesirspor verpflichtet.

## Erfolge
Mit Büyükşehir Belediye Erzurumspor
- Meister der TFF 3. Lig und Aufstieg in die TFF 2. Lig: 2015/16